# Goniocanthon
Goniocanthon là một chi bọ cánh cứng thuộc họ Scarabaeidae.